# Chaerephon jobimena
Chaerephon jobimena — вид кажанів родини молосових.

## Опис
Невеликого розміру, із загальною довжиною між 107 і 117 мм, довжина передпліччя між 45 і 48 мм, довжина хвоста від 32 до 51 мм, довжина стопи від 7 до 9 мм, довжина вух в діапазоні від 21 до 24 мм, а вага до 16 гр.
Хутро густе і оксамитове. Спинна частина темно-коричневого кольору зі світлішими кінчиками волосся, а черевна частина сіро-коричневого кольору з чіткою розділовою лінією на шиї. Крилові мембрани темно-коричнево-чорного кольору. Хвіст довгий.

## Середовище проживання
Цей вид є ендеміком Мадагаскару, де перебуває від північного заходу до південного заходу острова. Відомо, що живе в областях з сухим листяним або колючим лісом від 50 до 870 м над рівнем моря.

## Стиль життя
Лаштує сідала в вапнякових печерах і будівлях у селах. Харчується комахами.

## Загрози та охорона
Загрози цьому виду не відомі, але, ймовірно, на нього полюють на півдні Мадагаскару для їжі. Вид відомий з в межах або поблизу чотирьох охоронних територій, але не як поширений.